# La Madeleine-de-Nonancourt
La Madeleine-de-Nonancourt település Franciaországban, Eure megyében. Lakosainak száma 1160 fő (2022. január 1.). La Madeleine-de-Nonancourt Courdemanche, Droisy, Illiers-l’Évêque, Marcilly-la-Campagne, Nonancourt és Saint-Rémy-sur-Avre községekkel határos.

## Népesség
A település népességének változása:
| Lakosok száma | 662  | 952  | 1150 | 1170 | 1190 | 1158 | 1146 | 1143 | 1139 | 1160 |
|               | 1968 | 1982 | 1990 | 2006 | 2013 | 2015 | 2017 | 2019 | 2020 | 2022 |